# Chucklefish
Chucklefish Limited — британская компания-разработчик и издатель компьютерных игр, основанная Финном Брайсом в 2011 году в Лондоне. Специализируется на ретро-играх; она выступила разработчиком таких игр, как Starbound и Wargroove, а также какое-то время была издателем таких игр, как Risk of Rain и Stardew Valley, пока последние не отказались от её услуг.

## Разработанные игры
| Год  | Название     | Платформы                                                   |
| ---- | ------------ | ----------------------------------------------------------- |
| 2016 | Starbound    | Linux, macOS, Microsoft Windows                             |
| 2019 | Wargroove    | Microsoft Windows, Nintendo Switch, PlayStation 4, Xbox One |
| TBA  | Witchbrook   | Microsoft Windows                                           |
| TBA  | Wayward Tide | Microsoft Windows                                           |

## Изданные игры
| Год  | Название                      | Разработчик           | Платформы                                                                                       |
| ---- | ----------------------------- | --------------------- | ----------------------------------------------------------------------------------------------- |
| 2011 | Wanderlust: Rebirth           | Yeti Trunk            | Microsoft Windows                                                                               |
| 2013 | Risk of Rain                  | Hopoo Games           | Linux, macOS, Microsoft Windows, PlayStation Vita, Nintendo Switch                              |
| 2014 | Halfway                       | Robotality            | Linux, macOS, Microsoft Windows                                                                 |
| 2015 | Interstellaria                | Coldrice Games        | Linux, macOS, Microsoft Windows                                                                 |
| 2015 | Wanderlust Adventures         | Yeti Trunk            | Microsoft Windows                                                                               |
| 2016 | Stardew Valley                | ConcernedApe          | Android, iOS, Linux, macOS, Windows, Nintendo Switch, PlayStation 4, PlayStation Vita, Xbox One |
| 2016 | Pocket Rumble (ранний доступ) | Cardboard Robot Games | Microsoft Windows, Nintendo Switch                                                              |
| 2018 | Treasure Adventure World      | Robit Studios         | Microsoft Windows                                                                               |
| 2018 | Timespinner                   | Lunar Ray Games       | Linux, macOS, Microsoft Windows, PlayStation 4, PlayStation Vita                                |
| 2019 | Pathway                       | Robotality            | Linux, macOS, Microsoft Windows                                                                 |
| 2019 | Inmost                        | Hidden Layer Games    | iOS, macOS, Microsoft Windows, Nintendo Switch                                                  |
| TBA  | Eastward                      | Pixpil                | macOS, Microsoft Windows, Nintendo Switch                                                       |
| TBA  | Starmancer                    | Ominux Games          | Linux, macOS, Microsoft Windows                                                                 |
| TBA  | The Siege and the Sandfox     | Cardboard Sword       | Microsoft Windows                                                                               |

## Использование труда волонтёров
В 2019 году Chucklefish обвинили в эксплуатации волонтёров. В разработке Starbound безвозмездно принимали участие около десятка людей, многие из них были подростками. Некоторые из них впоследствии заявили, что Финн Брайс воспользовался их неопытностью. В ответ представители Chucklefish заявили, что добровольцев никто не принуждал работать определённое количество часов или создавать определённый контент.

## Комментарии
1. ↑  Chucklefish выступила издателем Stardew Valley на всех платформах, но постепенно вернула права на издание обратно ConcernedApe, начиная с Linux, macOS, Windows, PlayStation 4, PlayStation Vita, and Xbox One в декабре 2018 года[6], затем последовал Nintendo Switch в октябре 2019-го[7], iOS в декабре 2021-го[8] и, наконец, Android в марте 2022-го[9].